# Нісідзава Акінорі
Нісідзава Акінорі (яп. 西澤 明訓, нар. 18 червня 1976, Шідзуока) — японський футболіст.

## Виступи за збірну
1997 року дебютував в офіційних матчах у складі національної збірної Японії. Відтоді провів у формі головної команди країни 29 матчів.

## Статистика виступів
| Збірна Японії | Збірна Японії | Збірна Японії |
| Роки          | Ігри          | голи          |
| ------------- | ------------- | ------------- |
| 1997          | 5             | 2             |
| 1998          | 0             | 0             |
| 1999          | 0             | 0             |
| 2000          | 11            | 6             |
| 2001          | 8             | 1             |
| 2002          | 5             | 1             |
| Усього        | 29            | 10            |

## Титули і досягнення
- У складі збірної:
  - Чемпіон Азії: 2000
- Особисті:
  - у символічній збірній Джей-ліги: 2000